# 3997 Taga
3997 Taga eller 1988 XP1 är en asteroid i huvudbältet, som upptäcktes den 6 december 1988 av den japanske amatörastronomen Atsushi Sugie i Dynic-observatoriet. Den är uppkallad efter Taga.
Asteroiden har en diameter på ungefär 9 kilometer och den tillhör asteroidgruppen Nysa.